# Julio César Baldivieso
Julio César Baldivieso Rico (Cochabamba, 2 december 1971) is een Boliviaans voetbalcoach en voormalig voetballer die doorgaans als middenvelder speelde.

## Clubcarrière
Bijgenaamd "El Emperador" begon Baldivieso zijn carrière in zijn geboortestad Cochabamba bij Club Jorge Wilstermann in 1987. Zijn voorbeeldige techniek bleef niet onopgemerkt en in 1992 werd hij ingelijfd door Club Bolívar. Mede dankzij een succesvolle reeks met de nationale ploeg, die zich plaatste voor de WK-eindronde van 1994 in de Verenigde Staten werd Baldivieso opgemerkt door verschillende clubs buiten Bolivia.
Na het WK-toernooi stapte hij over naar Newell's Old Boys, waar hij speelde tot de winter van 1997. Vervolgens trad hij in dienst bij de J-Leagueclub Yokohama Marinos voor een paar jaar. Naarmate zijn carrière vorderde, wisselde hij steeds vaker van club. Hij kwam onder meer uit in Saoedi-Arabië (Al-Nasr), Qatar (Al-Wakra), Ecuador (Barcelona SC en Deportivo Quevedo), Venezuela (Caracas FC) en Chili (Cobreloa).
Tegen het einde van zijn carrière keerde Baldivieso terug naar Bolivia en speelde hij voor The Strongest. Hij besloot zijn loopbaan bij Club Aurora, waar hij zich langzaam maar zeker steeds meer op het trainersvak stortte.
Gedurende zijn carrière speelde Baldivieso ook 46 wedstrijden in de strijd om de Copa Libertadores voor drie verschillende teams. Hij maakte elf doelpunten in het belangrijkste Zuid-Amerikaanse clubtoernooi.

## Interlandcarrière
Baldivieso maakte op 14 juni 1991 zijn debuut in het Boliviaans voetbalelftal, in een oefeninterland tegen Paraguay in Santa Cruz de la Sierra, net als verdediger Eduardo Jiguchi, middenvelder José Luis Medrano en aanvallers Juan Berthy Suárez en Modesto Molina. Hij speelde in totaal 85 interlands, waarin hij vijftien keer scoorde. Hij speelde zijn laatste interland op 12 oktober 2005; een WK-kwalificatiewedstrijd tegen Peru in Tacna. Baldivieso nam met zijn vaderland deel aan het WK voetbal 1994 in de Verenigde Staten, waar de ploeg niet verder kwam dan de eerste ronde. Hij maakte tevens deel uit van de selectie die in 1997 als tweede eindigde in de strijd om de Copa América in eigen land.
| Interlands van Julio César Baldivieso voor Bolivia | Interlands van Julio César Baldivieso voor Bolivia | Interlands van Julio César Baldivieso voor Bolivia | Interlands van Julio César Baldivieso voor Bolivia | Interlands van Julio César Baldivieso voor Bolivia | Interlands van Julio César Baldivieso voor Bolivia |
| №                                                  | Datum                                              | Wedstrijd                                          | Uitslag                                            | Competitie                                         | Goals                                              |
| Als speler van Club Jorge Wilstermann              | Als speler van Club Jorge Wilstermann              | Als speler van Club Jorge Wilstermann              | Als speler van Club Jorge Wilstermann              | Als speler van Club Jorge Wilstermann              | Als speler van Club Jorge Wilstermann              |
| -------------------------------------------------- | -------------------------------------------------- | -------------------------------------------------- | -------------------------------------------------- | -------------------------------------------------- | -------------------------------------------------- |
| 1                                                  | 14 juni 1991                                       | Bolivia – Paraguay                                 | 0 – 1                                              | Oefeninterland                                     |                                                    |
| 2                                                  | 7 juli 1991                                        | Uruguay – Bolivia                                  | 1 – 1                                              | Copa América                                       |                                                    |
| 3                                                  | 9 juli 1991                                        | Brazilië – Bolivia                                 | 2 – 1                                              | Copa América                                       |                                                    |
| 4                                                  | 11 juli 1991                                       | Colombia – Bolivia                                 | 0 – 0                                              | Copa América                                       |                                                    |
| 5                                                  | 13 juli 1991                                       | Ecuador – Bolivia                                  | 4 – 0                                              | Copa América                                       |                                                    |
| Als speler van Club Bolívar                        |                                                    |                                                    |                                                    |                                                    |                                                    |
| 6                                                  | 29 januari 1993                                    | Bolivia – Honduras                                 | 3 – 1                                              | Oefeninterland                                     |                                                    |
| 7                                                  | 6 maart 1993                                       | Bolivia – Paraguay                                 | 2 – 1                                              | Oefeninterland                                     |                                                    |
| 8                                                  | 23 mei 1993                                        | Verenigde Staten – Bolivia                         | 0 – 0                                              | Oefeninterland                                     |                                                    |
| 9                                                  | 6 juni 1993                                        | Peru – Bolivia                                     | 1 – 0                                              | Oefeninterland                                     |                                                    |
| 10                                                 | 13 juni 1993                                       | Bolivia – Chili                                    | 1 – 3                                              | Oefeninterland                                     |                                                    |
| 11                                                 | 17 juni 1993                                       | Argentinië – Bolivia                               | 1 – 0                                              | Copa América                                       |                                                    |
| 12                                                 | 20 juni 1993                                       | Colombia – Bolivia                                 | 1 – 1                                              | Copa América                                       |                                                    |
| 13                                                 | 23 juni 1993                                       | Mexico – Bolivia                                   | 0 – 0                                              | Copa América                                       |                                                    |
| 14                                                 | 18 juli 1993                                       | Venezuela – Bolivia                                | 1 – 7                                              | WK-kwalificatie                                    |                                                    |
| 15                                                 | 25 juli 1993                                       | Bolivia – Brazilië                                 | 2 – 0                                              | WK-kwalificatie                                    |                                                    |
| 16                                                 | 8 augustus 1993                                    | Bolivia – Uruguay                                  | 3 – 1                                              | WK-kwalificatie                                    |                                                    |
| 17                                                 | 15 augustus 1993                                   | Bolivia – Ecuador                                  | 1 – 0                                              | WK-kwalificatie                                    |                                                    |
| 18                                                 | 29 augustus 1993                                   | Brazilië – Bolivia                                 | 6 – 0                                              | WK-kwalificatie                                    |                                                    |
| 19                                                 | 12 september 1993                                  | Uruguay – Bolivia                                  | 2 – 1                                              | WK-kwalificatie                                    |                                                    |
| 20                                                 | 19 september 1993                                  | Ecuador – Bolivia                                  | 1 – 1                                              | WK-kwalificatie                                    |                                                    |
| 21                                                 | 18 februari 1994                                   | Verenigde Staten – Bolivia                         | 1 – 1                                              | Joe Robbie Cup                                     |                                                    |
| 22                                                 | 20 februari 1994                                   | Colombia – Bolivia                                 | 2 – 0                                              | Joe Robbie Cup                                     |                                                    |
| 23                                                 | 26 maart 1994                                      | Verenigde Staten – Bolivia                         | 2 – 2                                              | Oefeninterland                                     | Goal                                               |
| 24                                                 | 7 april 1994                                       | Colombia – Bolivia                                 | 0 – 1                                              | Oefeninterland                                     |                                                    |
| 25                                                 | 20 april 1994                                      | Roemenië – Bolivia                                 | 3 – 0                                              | Oefeninterland                                     |                                                    |
| 26                                                 | 4 mei 1994                                         | Bolivia – Saoedi-Arabië                            | 1 – 0                                              | Oefeninterland                                     |                                                    |
| 27                                                 | 11 mei 1994                                        | Kameroen – Bolivia                                 | 1 – 1                                              | Oefeninterland                                     |                                                    |
| 28                                                 | 13 mei 1994                                        | Griekenland – Bolivia                              | 0 – 0                                              | Oefeninterland                                     |                                                    |
| 29                                                 | 24 mei 1994                                        | Ierland – Bolivia                                  | 1 – 0                                              | Oefeninterland                                     |                                                    |
| 30                                                 | 8 juni 1994                                        | Bolivia – Peru                                     | 0 – 0                                              | Oefeninterland                                     |                                                    |
| 31                                                 | 11 juni 1994                                       | Bolivia – Zwitserland                              | 0 – 0                                              | Oefeninterland                                     |                                                    |
| 32                                                 | 17 juni 1994                                       | Duitsland – Bolivia                                | 1 – 0                                              | WK-eindronde                                       |                                                    |
| 33                                                 | 23 juni 1994                                       | Zuid-Korea – Bolivia                               | 0 – 0                                              | WK-eindronde                                       |                                                    |
| Als speler van Newell's Old Boys                   |                                                    |                                                    |                                                    |                                                    |                                                    |
| 34                                                 | 21 september 1994                                  | Chili – Bolivia                                    | 1 – 2                                              | Oefeninterland                                     |                                                    |
| 35                                                 | 14 mei 1995                                        | Bolivia – Paraguay                                 | 1 – 1                                              | Oefeninterland                                     |                                                    |
| 36                                                 | 18 juni 1995                                       | Venezuela – Bolivia                                | 1 – 3                                              | Oefeninterland                                     | Goal                                               |
| 37                                                 | 1 juli 1995                                        | Peru – Bolivia                                     | 4 – 1                                              | Oefeninterland                                     |                                                    |
| 38                                                 | 8 juli 1995                                        | Argentinië – Bolivia                               | 2 – 1                                              | Copa América                                       |                                                    |
| 39                                                 | 11 juli 1995                                       | Verenigde Staten – Bolivia                         | 0 – 1                                              | Copa América                                       |                                                    |
| 40                                                 | 14 juli 1995                                       | Chili – Bolivia                                    | 2 – 2                                              | Copa América                                       |                                                    |
| 41                                                 | 16 juli 1995                                       | Uruguay – Bolivia                                  | 2 – 1                                              | Copa América                                       |                                                    |
| 42                                                 | 25 oktober 1995                                    | Bolivia – Ecuador                                  | 2 – 2                                              | Oefeninterland                                     |                                                    |
| Als speler van Club Bolívar                        |                                                    |                                                    |                                                    |                                                    |                                                    |
| 43                                                 | 4 februari 1996                                    | Bolivia – Chili                                    | 1 – 1                                              | Oefeninterland                                     |                                                    |
| 44                                                 | 11 februari 1996                                   | Peru – Bolivia                                     | 1 – 3                                              | Oefeninterland                                     | Goal                                               |
| 45                                                 | 13 februari 1996                                   | Bolivia – Paraguay                                 | 4 – 1                                              | Oefeninterland                                     |                                                    |
| 46                                                 | 24 april 1996                                      | Argentinië – Bolivia                               | 3 – 1                                              | WK-kwalificatie                                    | Goal                                               |
| 47                                                 | 5 mei 1996                                         | El Salvador – Bolivia                              | 1 – 1                                              | Oefeninterland                                     |                                                    |
| 48                                                 | 8 juni 1996                                        | Mexico – Bolivia                                   | 1 – 0                                              | US Cup                                             |                                                    |
| 49                                                 | 12 juni 1996                                       | Verenigde Staten – Bolivia                         | 0 – 2                                              | US Cup                                             |                                                    |
| 50                                                 | 15 juni 1996                                       | Ierland – Bolivia                                  | 3 – 0                                              | US Cup                                             |                                                    |
| 51                                                 | 7 juli 1996                                        | Bolivia – Venezuela                                | 6 – 1                                              | WK-kwalificatie                                    | Goal                                               |
| 52                                                 | 26 juli 1996                                       | Paraguay – Bolivia                                 | 2 – 0                                              | Oefeninterland                                     |                                                    |
| 53                                                 | 1 september 1996                                   | Bolivia – Peru                                     | 0 – 0                                              | WK-kwalificatie                                    |                                                    |
| 54                                                 | 8 oktober 1996                                     | Uruguay – Bolivia                                  | 1 – 0                                              | WK-kwalificatie                                    |                                                    |
| Als speler van Yokohama Marinos                    |                                                    |                                                    |                                                    |                                                    |                                                    |
| 55                                                 | 12 januari 1997                                    | Bolivia – Ecuador                                  | 2 – 0                                              | WK-kwalificatie                                    |                                                    |
| 56                                                 | 8 juni 1997                                        | Venezuela – Bolivia                                | 1 – 1                                              | WK-kwalificatie                                    |                                                    |
| 57                                                 | 15 juni 1997                                       | Bolivia – Peru                                     | 2 – 0                                              | Copa América                                       | Goal                                               |
| 58                                                 | 18 juni 1997                                       | Bolivia – Uruguay                                  | 1 – 0                                              | Copa América                                       | Goal                                               |
| 59                                                 | 21 juni 1997                                       | Bolivia – Colombia                                 | 2 – 1                                              | Copa América                                       |                                                    |
| 60                                                 | 25 juni 1997                                       | Bolivia – Mexico                                   | 3 – 1                                              | Copa América                                       |                                                    |
| 61                                                 | 29 juni 1997                                       | Bolivia – Brazilië                                 | 1 – 3                                              | Copa América                                       |                                                    |
| 62                                                 | 6 juli 1997                                        | Peru – Bolivia                                     | 2 – 1                                              | WK-kwalificatie                                    |                                                    |
| 63                                                 | 16 november 1997                                   | Chili – Bolivia                                    | 3 – 0                                              | WK-kwalificatie                                    |                                                    |
| Als speler van Club Bolívar                        |                                                    |                                                    |                                                    |                                                    |                                                    |
| 64                                                 | 5 maart 2000                                       | Bolivia – Haïti                                    | 9 – 2                                              | Oefeninterland                                     | Goal                                               |
| 65                                                 | 4 juni 2000                                        | Argentinië – Bolivia                               | 1 – 0                                              | WK-kwalificatie                                    |                                                    |
| 66                                                 | 28 juni 2000                                       | Venezuela – Bolivia                                | 4 – 2                                              | WK-kwalificatie                                    | Goal                                               |
| 67                                                 | 19 juli 2000                                       | Bolivia – Chili                                    | 1 – 0                                              | WK-kwalificatie                                    |                                                    |
| 68                                                 | 27 juli 2000                                       | Bolivia – Paraguay                                 | 0 – 0                                              | WK-kwalificatie                                    |                                                    |
| 69                                                 | 16 augustus 2000                                   | Ecuador – Bolivia                                  | 2 – 0                                              | WK-kwalificatie                                    |                                                    |
| 70                                                 | 3 september 2000                                   | Brazilië – Bolivia                                 | 5 – 0                                              | WK-kwalificatie                                    |                                                    |
| Als speler van Cobreloa                            |                                                    |                                                    |                                                    |                                                    |                                                    |
| 71                                                 | 25 april 2001                                      | Bolivia – Argentinië                               | 3 – 3                                              | WK-kwalificatie                                    |                                                    |
| 72                                                 | 3 juni 2001                                        | Bolivia – Venezuela                                | 5 – 0                                              | WK-kwalificatie                                    | Goal · Goal                                        |
| Als speler van Al-Nassr                            |                                                    |                                                    |                                                    |                                                    |                                                    |
| 73                                                 | 13 juli 2001                                       | Bolivia – Uruguay                                  | 0 – 1                                              | Copa América                                       |                                                    |
| 74                                                 | 16 juli 2001                                       | Honduras – Bolivia                                 | 2 – 0                                              | Copa América                                       |                                                    |
| 75                                                 | 19 juli 2001                                       | Bolivia – Costa Rica                               | 0 – 4                                              | Copa América                                       |                                                    |
| 76                                                 | 15 augustus 2001                                   | Chili – Bolivia                                    | 2 – 2                                              | WK-kwalificatie                                    | Goal                                               |
| 77                                                 | 5 september 2001                                   | Paraguay – Bolivia                                 | 5 – 1                                              | WK-kwalificatie                                    |                                                    |
| 78                                                 | 7 november 2001                                    | Bolivia – Brazilië                                 | 3 – 1                                              | WK-kwalificatie                                    | Goal · Goal                                        |
| Als speler van Al-Wakrah                           |                                                    |                                                    |                                                    |                                                    |                                                    |
| 79                                                 | 31 augustus 2003                                   | Bolivia – Panama                                   | 3 – 0                                              | Oefeninterland                                     |                                                    |
| 80                                                 | 7 september 2003                                   | Uruguay – Bolivia                                  | 5 – 0                                              | WK-kwalificatie                                    |                                                    |
| 81                                                 | 10 september 2003                                  | Bolivia – Colombia                                 | 4 – 0                                              | WK-kwalificatie                                    | Goal                                               |
| 82                                                 | 1 juni 2004                                        | Bolivia – Paraguay                                 | 2 – 1                                              | WK-kwalificatie                                    |                                                    |
| 83                                                 | 5 juni 2004                                        | Ecuador – Bolivia                                  | 3 – 2                                              | WK-kwalificatie                                    |                                                    |
| Als speler van Deportivo Quevedo                   |                                                    |                                                    |                                                    |                                                    |                                                    |
| 84                                                 | 9 oktober 2005                                     | Bolivia – Brazilië                                 | 1 – 1                                              | WK-kwalificatie                                    |                                                    |
| 85                                                 | 11 oktober 2005                                    | Peru – Bolivia                                     | 4 – 1                                              | WK-kwalificatie                                    |                                                    |

## Trainerscarrière
Na het beëindigen van zijn actieve carrière in 2008, werd hij trainer/coach bij Club Aurora. Hier liet hij op 19 juli 2009 zijn twaalfjarige zoon, Mauricio Baldivieso, debuteren in een competitiewedstrijd tegen La Paz FC. Zijn zoon werd hiermee de jongste debutant aller tijden op het hoogste niveau. Het bestuur eiste vervolgens dat Baldivieso hem niet meer zou opstellen. Op 24 juli 2009 stapte daarom zowel Baldivieso senior als junior op bij de club. Na de strijd om de Copa América 2015 in Chili volgde hij Mauricio Soria op als bondscoach van Bolivia.
| Interlands Bolivia onder leiding van Julio César Baldivieso | Interlands Bolivia onder leiding van Julio César Baldivieso | Interlands Bolivia onder leiding van Julio César Baldivieso | Interlands Bolivia onder leiding van Julio César Baldivieso | Interlands Bolivia onder leiding van Julio César Baldivieso | Interlands Bolivia onder leiding van Julio César Baldivieso |
| №                                                           | Datum                                                       | Wedstrijd                                                   | Uitslag                                                     | Competitie                                                  |                                                             |
| ----------------------------------------------------------- | ----------------------------------------------------------- | ----------------------------------------------------------- | ----------------------------------------------------------- | ----------------------------------------------------------- | ----------------------------------------------------------- |
| 1                                                           | 4 september 2015                                            | Argentinië – Bolivia                                        | 7 – 0                                                       | Oefeninterland                                              |                                                             |
| 2                                                           | 8 oktober 2015                                              | Bolivia – Uruguay                                           | 0 – 2                                                       | WK-kwalificatie                                             |                                                             |
| 3                                                           | 13 oktober 2015                                             | Ecuador – Bolivia                                           | 2 – 0                                                       | WK-kwalificatie                                             |                                                             |
| 4                                                           | 12 november 2015                                            | Bolivia – Venezuela                                         | 4 – 2                                                       | WK-kwalificatie                                             |                                                             |
| 5                                                           | 17 november 2015                                            | Paraguay – Bolivia                                          | 2 – 1                                                       | WK-kwalificatie                                             |                                                             |
| 6                                                           | 24 maart 2016                                               | Bolivia – Colombia                                          | 2 – 3                                                       | WK-kwalificatie                                             |                                                             |
| 7                                                           | 29 maart 2016                                               | Argentinië – Bolivia                                        | 2 – 0                                                       | WK-kwalificatie                                             |                                                             |
| 8                                                           | 28 mei 2016                                                 | Verenigde Staten – Bolivia                                  | 4 – 0                                                       | Oefeninterland                                              |                                                             |